# IPP Trophy 2005
L'IPP Trophy 2005 è stato un torneo di tennis facente parte della categoria ATP Challenger Series nell'ambito dell'ATP Challenger Series 2005. Il torneo si è giocato a Ginevra in Svizzera dal 22 al 28 agosto 2005 su campi in terra rossa.

## Vincitori

### Singolare
Werner Eschauer ha battuto in finale  Damián Patriarca 6–3, 6–1

### Doppio
Ruben Ramirez-Hidalgo /  Santiago Ventura hanno battuto in finale  Stéphane Bohli /  Roman Valent con il punteggio di 6–3, 7–5